# لقاح البلهارسيا

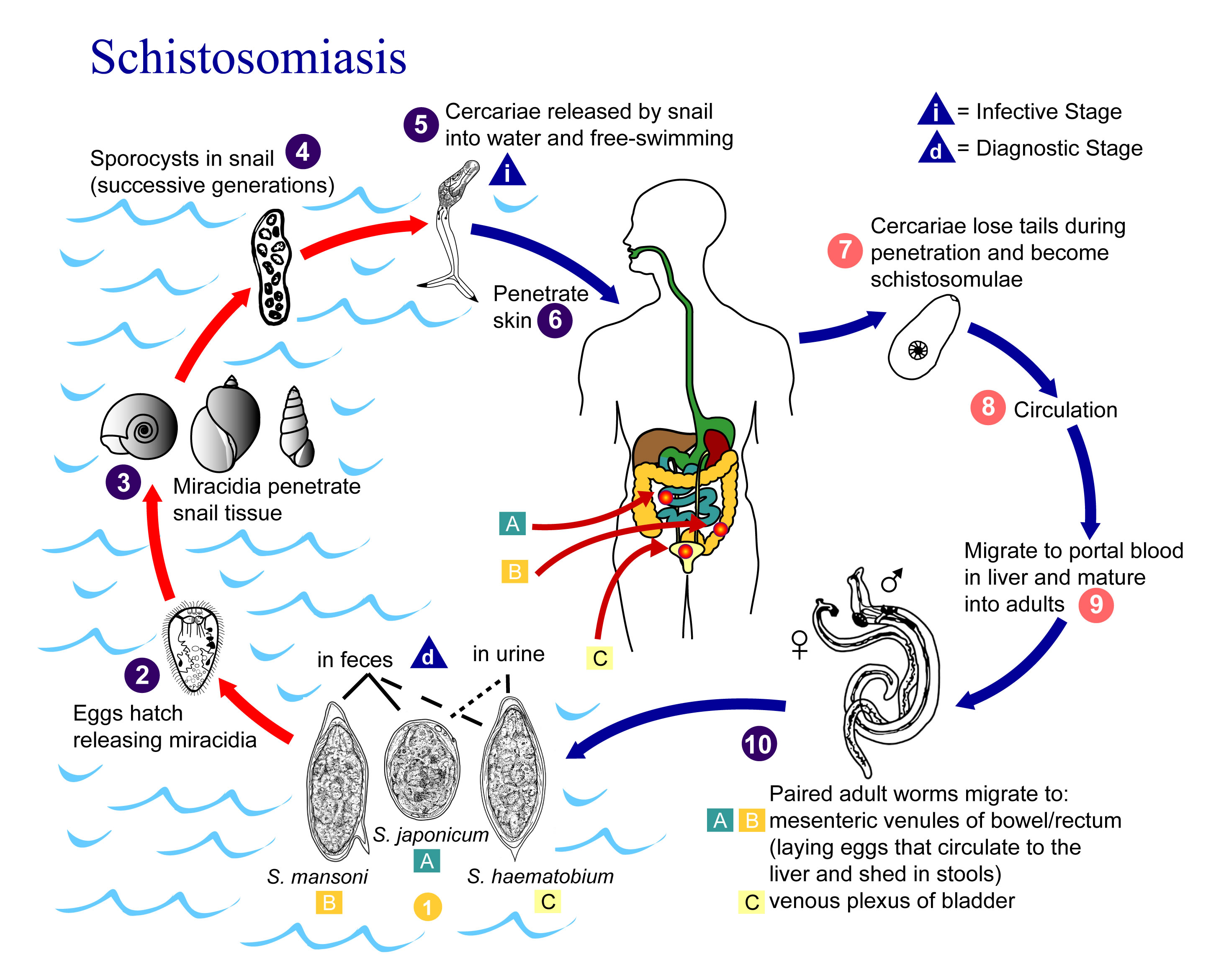
دورة حياة البلهارسيا

لقاح البلهارسيا هو لقاح ضد داء البلهارسيات (المعروف أيضا باسم البلهارسيا، وحمى الحلزون)، وهو مرض طفيلي يسببه عدة أنواع من المثقوبات من جنس البلهارسيا. لا يوجد لقاح فعال لهذا المرض موجود حتى الآن. تؤثر البلهارسيا على أكثر من 200 مليون شخص في جميع أنحاء العالم، وخاصة في المناطق الزراعية والمناطق شبه الحضرية الريفية في البلدان النامية، ويعاني ما يقرب من 10٪ مضاعفات صحية خطيرة من العدوى. في حين أن الأدوية الكيميائية، مثل البرازيكوانتيل، أوكسامنيكين ومتريفونات، حاليا تعتبر آمنة وفعالة لعلاج البلهارسيا، تحدث الإصابة مرة أخرى في كثير من الأحيان ولذلك يجب متابعة العلاج بالأدوية الكيميائية، وبالتالي من الأفضل أخذ اللقاح لتوفير علاج على المدى الطويل. بالإضافة إلى ذلك، كانت جهود التطعيم التجريبية ناجحة في النماذج الحيوانية المصابة بمرض البلهارسيا.
وقد اقترح نظير الميوزين كمرشح ليكون لقاح.
في الوقت الحاضر SM-P80 (كالباين) هو المرشح الوحيد كلقاح للبلهارسيا الذي تم اختباره لفعاليته الوقائية في تركيبات اللقاح المختلفة والنهج (على سبيل المثال، الحمض النووي وحده، المؤتلف البروتين وزيادة رئيسية) في اثنين مختلفين جدا من النماذج الحيوانية التجريبية (الفأر والبابون) من العدوى والمرض. كان لللقاح المذكور سابقا أربعة الآثار: تخفيض أعداد دودة الكبار. انخفاض في إنتاج البيض (القضاء التام على البيض الناجم عن الأمراض في كل من الفأر والبابون؛ حماية ضد البلهارسيا الحادة. تأثير علاجي على الديدان البالغة. هذا اللقاح على استعداد لتجارب اكلينيكية على البشر الآن.
هدف آخر هو (Sm14)

## دعم البحوث
وقد اعتبرت البلهارسيا «الأمراض المهملة» التي تؤثر بشكل غير متناسب في المحليات الفقيرة وتلقى اهتماما قليلا من شركات الأدوية. دعم الجهود البحثية الحالية لتطوير لقاحات ضد دودة الإ نسيلوستوما من مبادرة لقاح البلهارسيا، وهو برنامج للمعهد سابين للقاحات بالتعاون مع جامعة جورج واشنطن، ومؤسسة اوزوالدو كروز، والمعهد الصيني للأمراض الطفيلية، ومعهد كوينزلاند للأبحاث الطبية، ومدرسة لندن لحفظ الصحة وطب المناطق الحارة.